# Wood River (Illinois)
Wood River é uma cidade localizada no estado americano de Illinois, no Condado de Madison.

## Demografia
Segundo o censo americano de 2000, a sua população era de 11.296 habitantes.
Em 2006, foi estimada uma população de 10.933, um decréscimo de 363 (-3.2%).

## Geografia
De acordo com o United States Census Bureau tem uma área de
15,8 km², dos quais 15,7 km² cobertos por terra e 0,1 km² cobertos por água. Wood River localiza-se a aproximadamente 136 m acima do nível do mar.

## Localidades na vizinhança
O diagrama seguinte representa as localidades num raio de 8 km ao redor de Wood River.